# Arvefølge
 Der er for få eller ingen kildehenvisninger i denne artikel, hvilket er et problem. Du kan hjælpe ved at angive troværdige kilder til de påstande, som fremføres i artiklen.

En arvefølge er en rækkefølge, hvori de forskellige slægtsgrupper arver efter en afdød. Når det, der skal arves, er en herskertitel eller lignende, taler man om en tronfølge, eksempelvis den danske tronfølge.

## Tronfølge i Europa
Tronfølgereglerne var oprindelig blot en konsekvens af de almindeligt gældende arveregler, sådan at fyrstens gods blev delt mellem arvingerne. Den saliske lov i den tidlige middelalder indførte at den ældste søn skulle arve alt, så deling kunne undgås (førstefødselsret eller primogenitur). Princippet var endnu ikke indført i Frankerriget, da Karl den Stores søn, Ludvig den Fromme, døde i 841, så det mægtige rige blev delt mellem de tre sønner. I nordisk/germansk ret havde kvinderne flere rettigheder, så her tog det længere tid før den saliske lov slog igennem i tronfølgen. Flere lande, herunder Danmark, havde faktisk begrænset kvindelig tronfølge indtil 1800-tallet, hvor de af forskellige grunde indførte den saliske lov, der kun tillod mænd på tronen. I den feudale tid blev reglerne oftest reguleret af fyrstehusene selv i deres huslove, men i nyere tid er tendensen at landenes folkevalgte parlamenter bestemmer over tronfølgen.

## Typer af arvefølge

### Absolut primogenitur
Absolut primogenitur (også kaldet fuld kognatisk, lige eller lineær primogenitur) er en form for førstefødselsret, hvor det ældste overlevende barn uden hensyn til køn arver tronen.
Fuld kognatisk primogenitur blev ikke praktiseret af noget monarki før 1980.[kilde mangler] Den er siden blevet indført i Sverige (1980), Nederlandene (1983), Norge (1990), Belgien (1991), Danmark (2009) og Storbritannien og de øvrige Commonwealth-riger (2015). Sverige og Norge havde aldrig haft den tidligere danske regel om, at søn går forud for datter, men overgik direkte fra rent mandlig arvefølge til fuld ligestilling.
Den britiske regering bekendtgjorde allerede i april 2008 at den ville indføre ligestilling i arvefølgen og afskaffe forbuddet mod katolikker på tronen, men forslaget blev den gang trukket tilbage. Hvis samme lovændring havde været indført tidligere, ville Kejser Wilhelm 2. af Tyskland være blevet udråbt til britisk konge i 1901.

### Agnatisk primogenitur
Agnatisk primogenitur (også kaldet salisk lov) er en form for førstefødselsret, hvor kun mænd kan arve tronen gennem mandlige linjer.
Dette var tidligere den almindelige regel i Tyskland, Frankrig og Centraleuropa og gælder stadig i Fyrstendømmet Liechtenstein, de tidligere tyske fyrstehuse samt for for visse adelige titler i Storbritannien.

### Agnatisk-kognatisk primogenitur
Agnatisk-kognatisk primogenitur (også kaldet semi-salisk lov) er en variant af agnatisk primogenitur, hvor kvinder kan arve tronen som sidste udvej, hvis alle mandlige linjer er uddøde.
Det er omtrent samme regel som i Danmark under Kongeloven, i det tidligere russiske kejserrige og i Østrig-Ungarn. Den var gældende i Storhertugdømmet Luxembourg indtil 2011.
Maria Theresia af Østrig og Anna Ivanovna af Rusland m.fl. sad på tronen som følge af denne regel.

### Kognatisk primogenitur
Kognatisk primogenitur er en form for førstefødselsret, hvor døtre kan arve tronen, men søn går forud for datter. En kvinde kan således kun arve tronen, hvis hun ikke har brødre.
Reglen er gældende i Spanien og Monaco, og var gældende i Danmark (1953–2009) og Storbritannien (indtil 2015). Det samme gælder de fleste baron- og lordtitler i Storbritannien.
Reglen har gjort Victoria og Elizabeth 2. til regerende dronninger af Storbritannien, Wilhelmina, Juliana og Beatrix til regerende dronninger af Nederlandene og Margrethe 2. til regerende dronning af Danmark.

### Andre arvefølger
Rent kvindelig arvefølge (matrilinealt primogenitur) forekommer nogle steder i Afrika.[kilde mangler] Samisk tradition har ikke nogen førstefødselsret; derimod arver yngste barn alt (ultimogenitur)[kilde mangler].